# Dalcides Biscalquin
Dalcides do Carmo Biscalquin (Piracicaba, 16 de julho de 1967) é um escritor, cantor e apresentador de televisão brasileiro. É casado com a também apresentadora Mariana Godoy.

## Biografia
Natural de Piracicaba, no interior de São Paulo, Dalcides Biscalquin é mestre em comunicação, licenciado em Filosofia e bacharel em Teologia. De sólida formação acadêmica, foi gerente de marketing da TV Cultura e diretor-presidente da Editora Salesiana. Apresenta diariamente os programas “Escolhas da Vida” e “Conta Comigo” na Rede Vida de Televisão.. Foi padre e deixou a batina para se casar com sua atual esposa, obtendo do Vaticano a dispensa do sacerdócio para casar na Igreja.

## Livros
- A vida é feita de escolhas ISBN 978-85-15-03954-8
- Por onde o amor me leva ISBN 978-85-75-42868-9